# Löwenberger Land

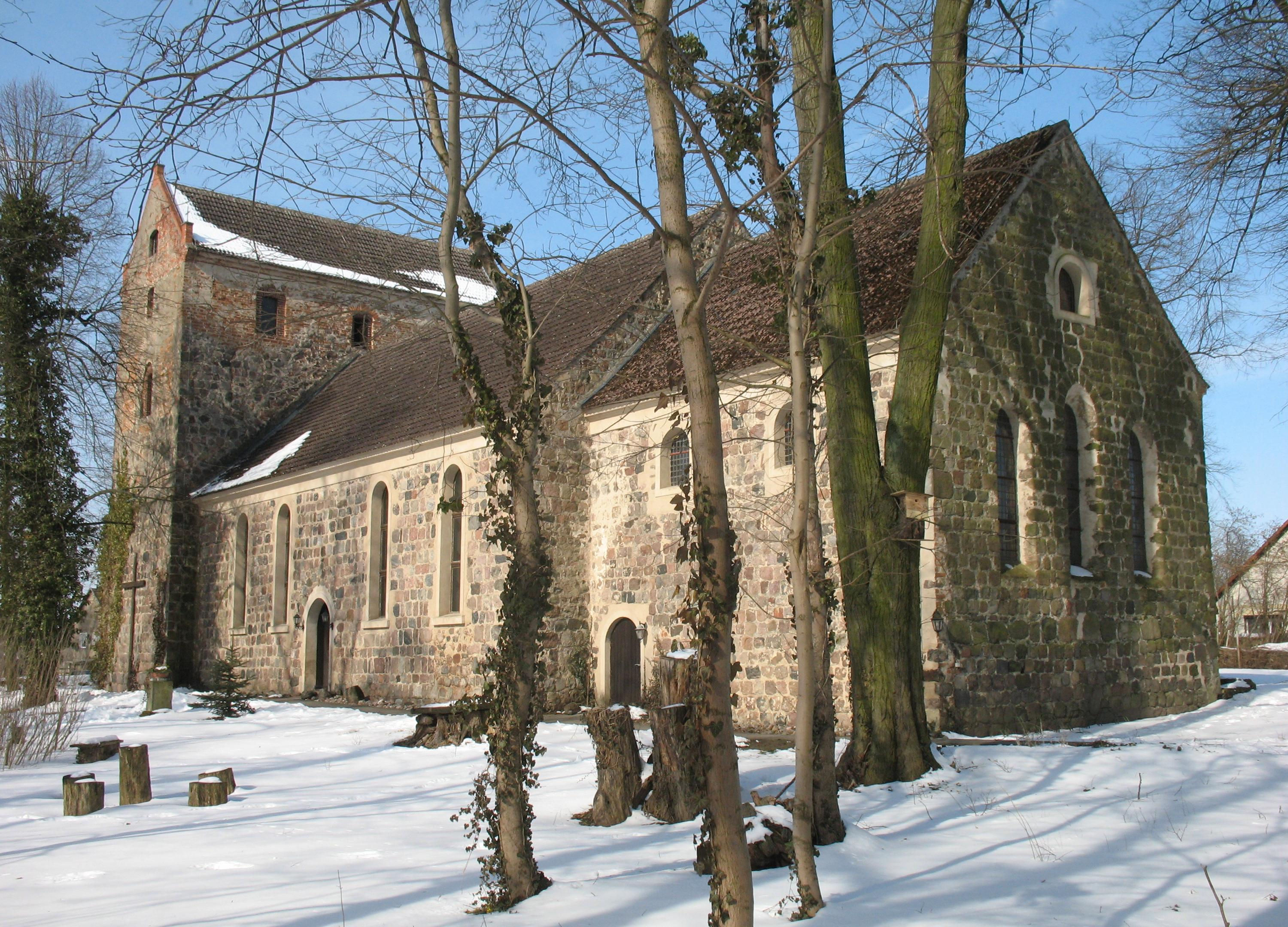
Kerk

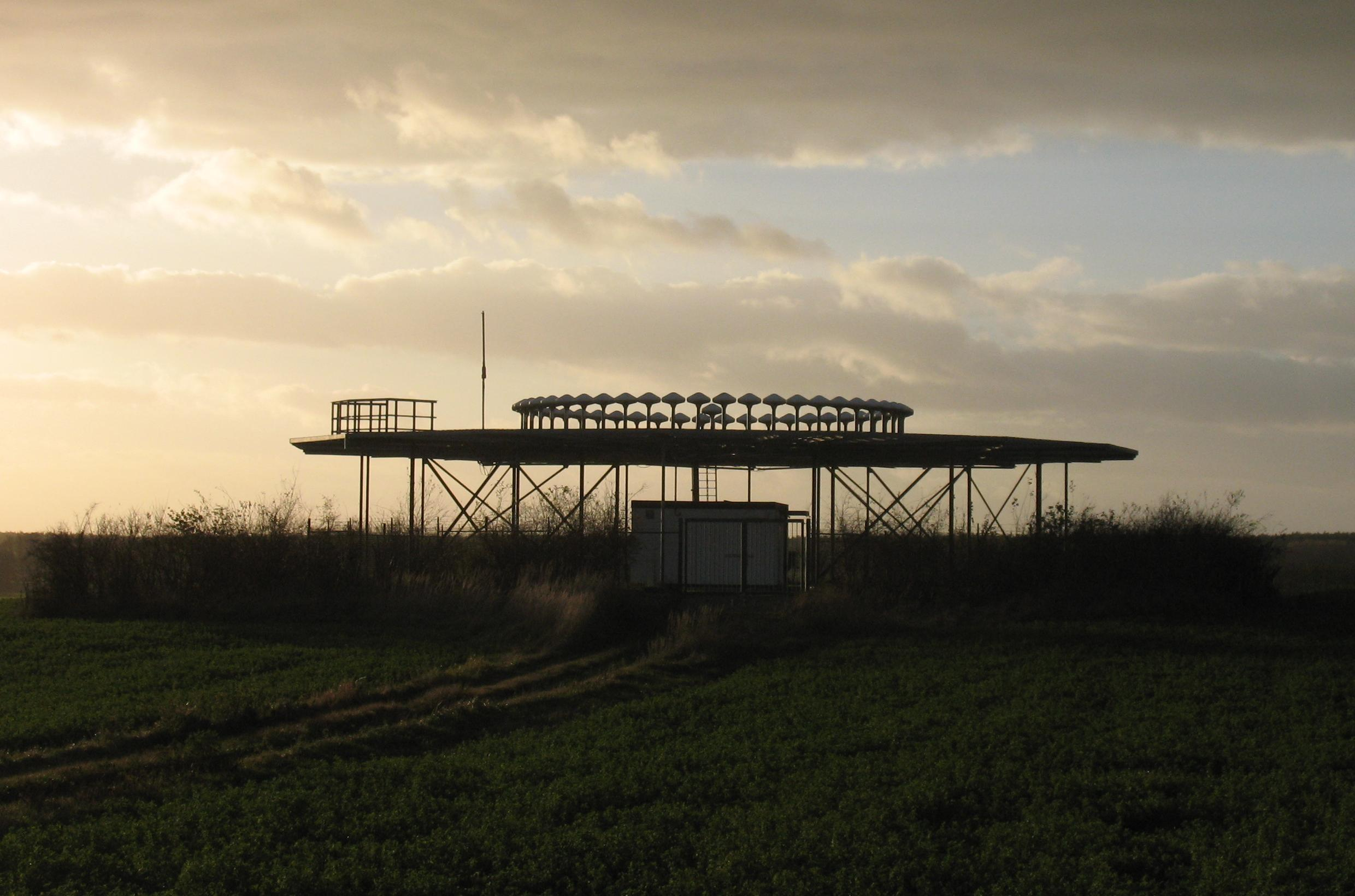
VOR station

Löwenberger Land is een gemeente in de Duitse deelstaat Brandenburg, en maakt deel uit van de Landkreis Oberhavel.
Löwenberger Land telt 8.460 inwoners.

## Indeling
De gemeente telt 17 Ortsteile:
| Ortsteil         | Inwoners | Kental   |
| ---------------- | -------- | -------- |
| Falkenthal       | 699      | 03 30 88 |
| Glambeck         | 135      | 03 30 86 |
| Grieben          | 560      | 03 30 86 |
| Großmutz         | 241      | 03 30 84 |
| Grüneberg        | 1240     | 03 30 94 |
| Gutengermendorf  | 280      | 03 30 84 |
| Häsen            | 280      | 03 30 84 |
| Hoppenrade       | 165      | 03 30 84 |
| Klevesche Häuser | 60       | 03 30 84 |
| Liebenberg       | 258      | 03 30 94 |
| Linde            | 240      | 03 30 94 |
| Löwenberg        | 1348     | 03 30 94 |
| Nassenheide      | 1456     | 03 30 51 |
| Neuendorf        | 231      | 03 30 51 |
| Neuhäsen         | 61       | 03 30 84 |
| Neulöwenberg     | 370      | 03 30 94 |
| Teschendorf      | 841      | 03 30 94 |

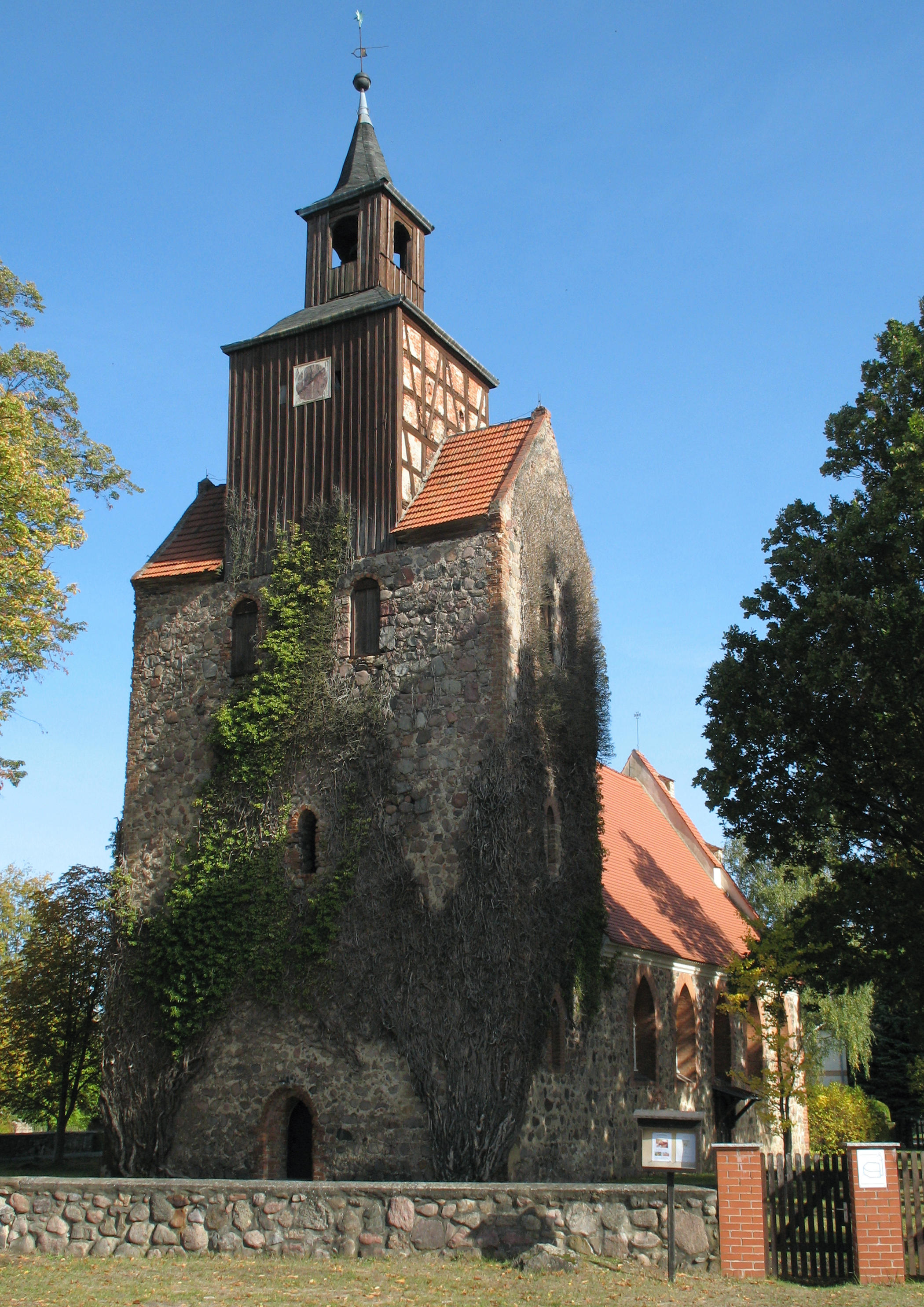
Kerk in Falkenthal
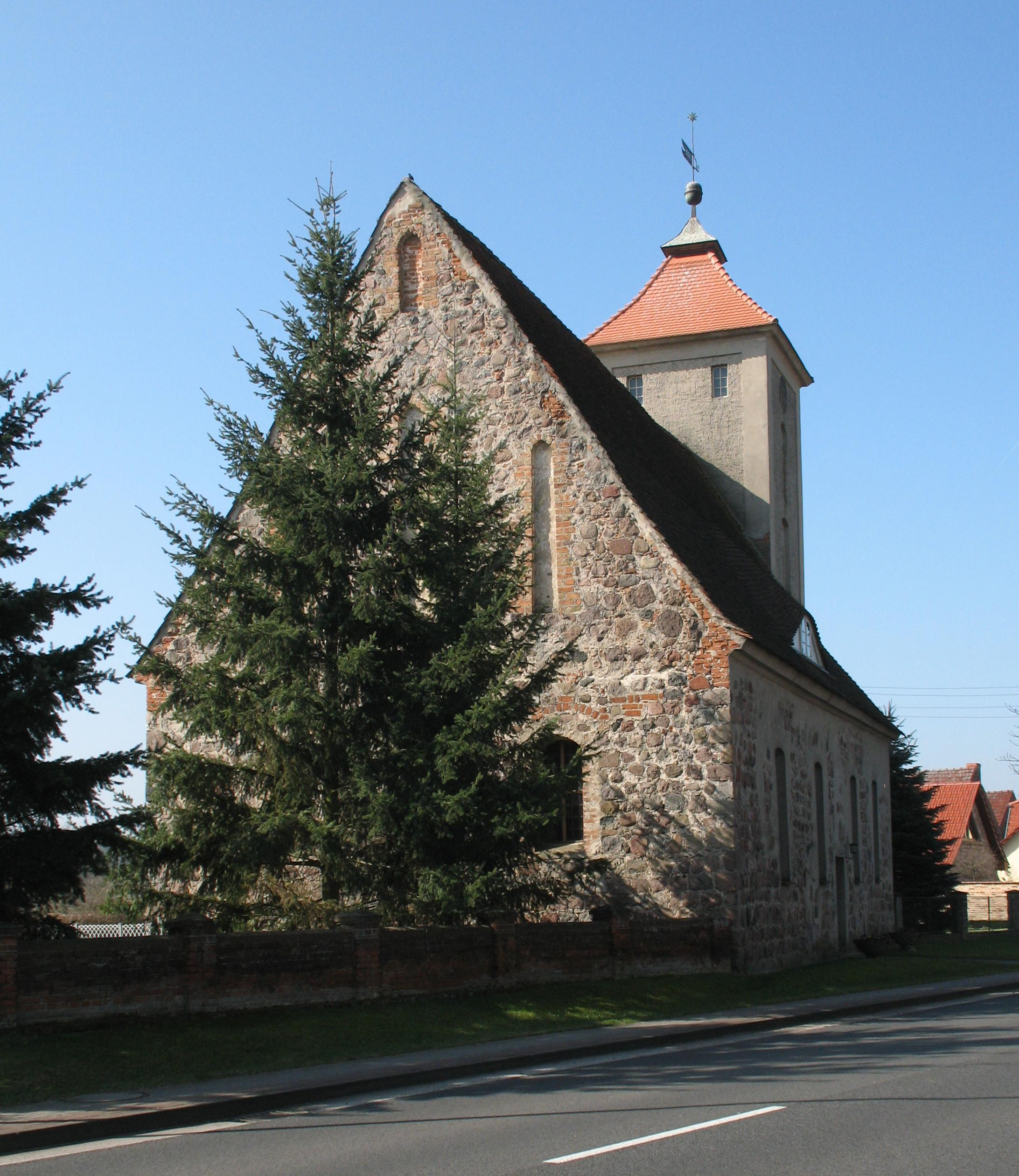
Kerk in Grieben
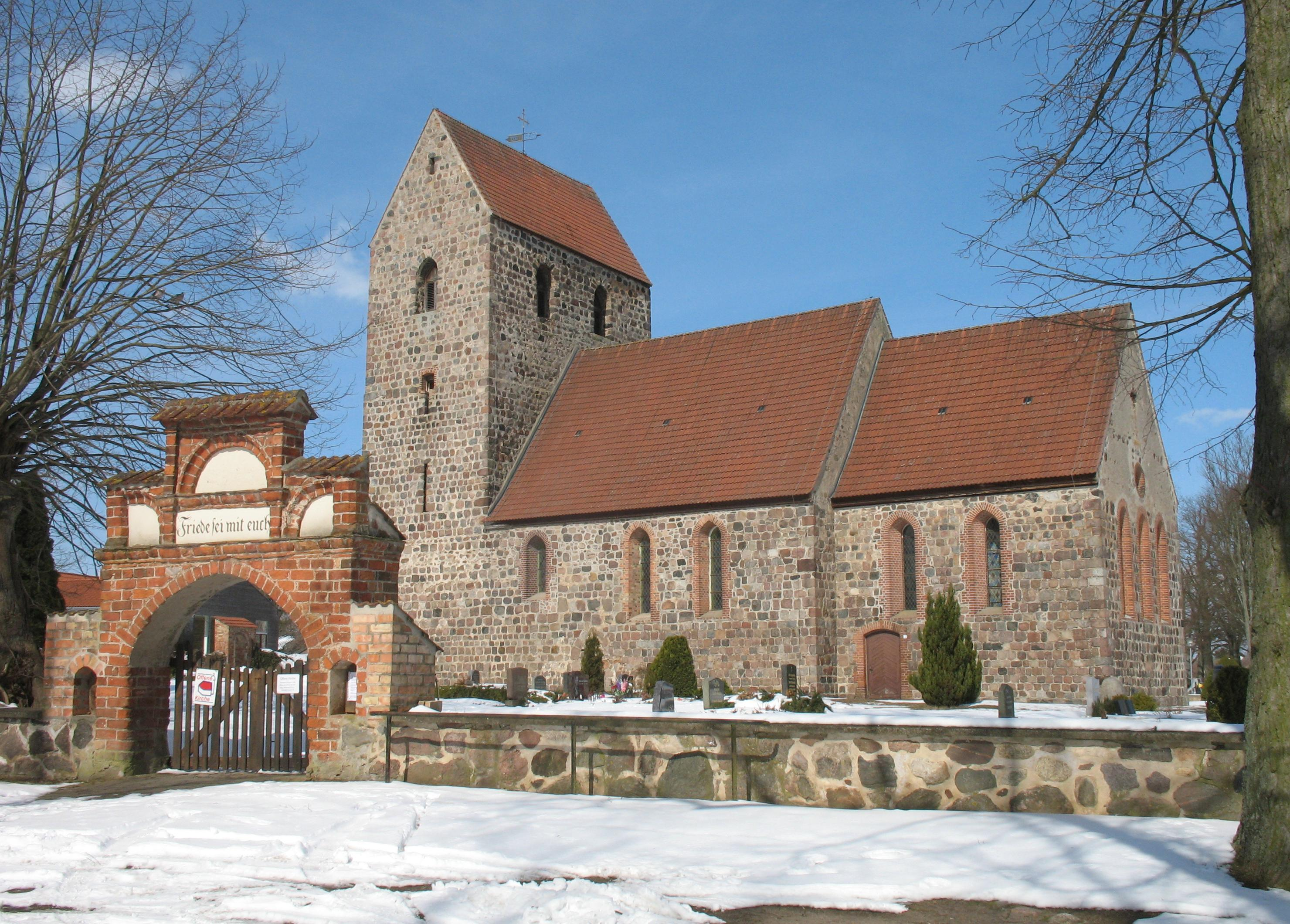
Kerk in Gutengermendorf
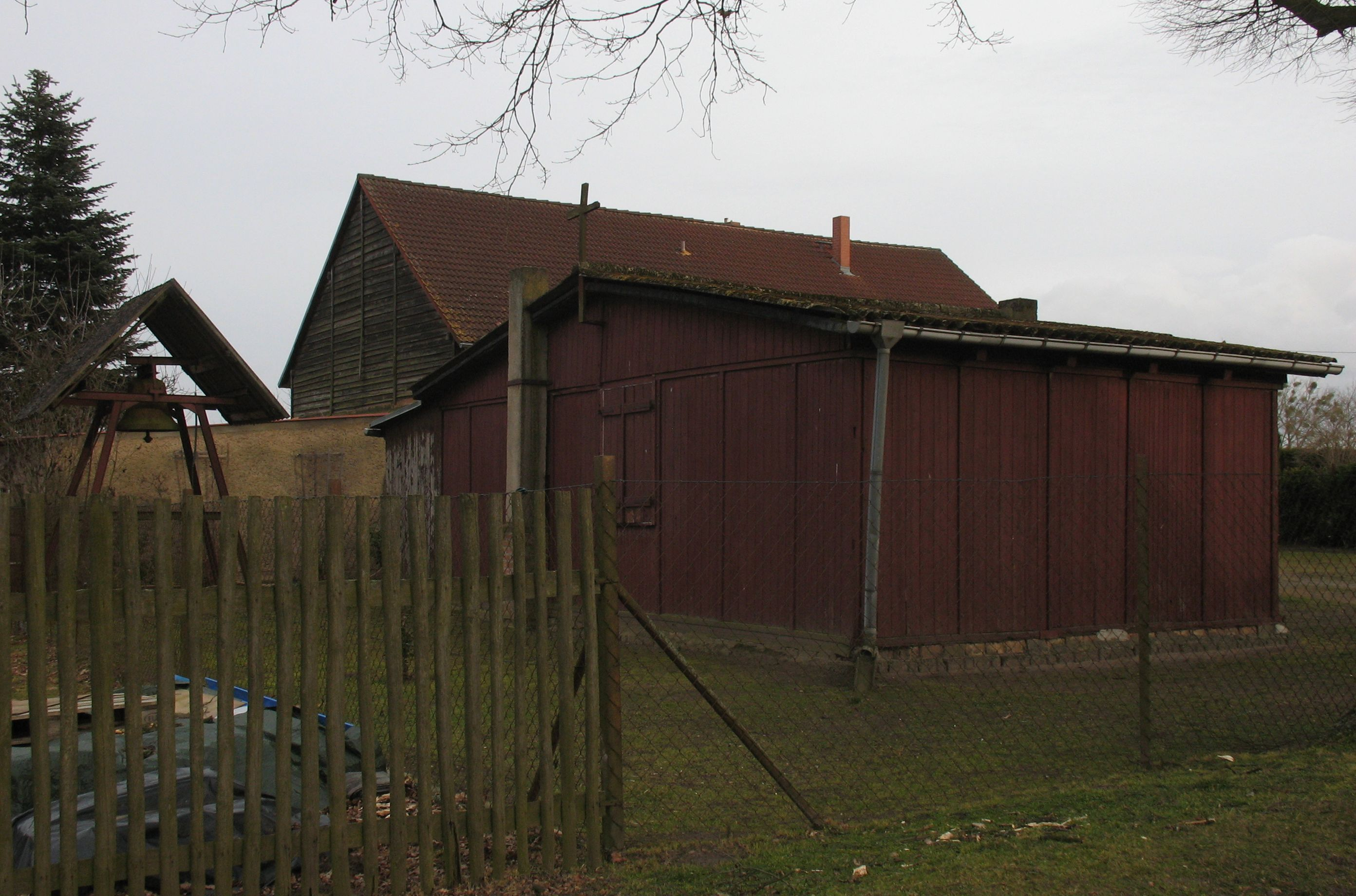
Kapel in Häsen
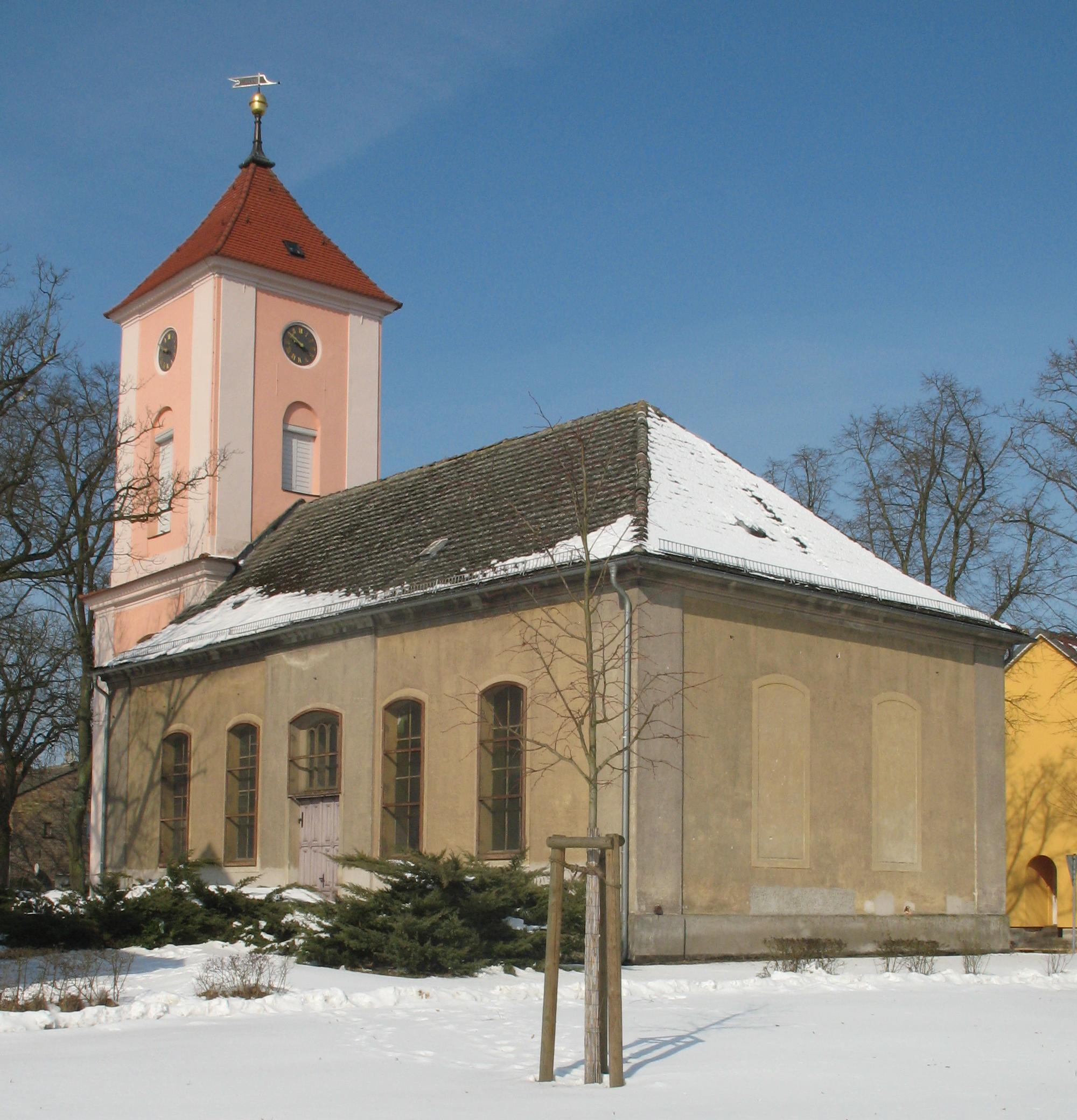
Kerk in Nassenheide
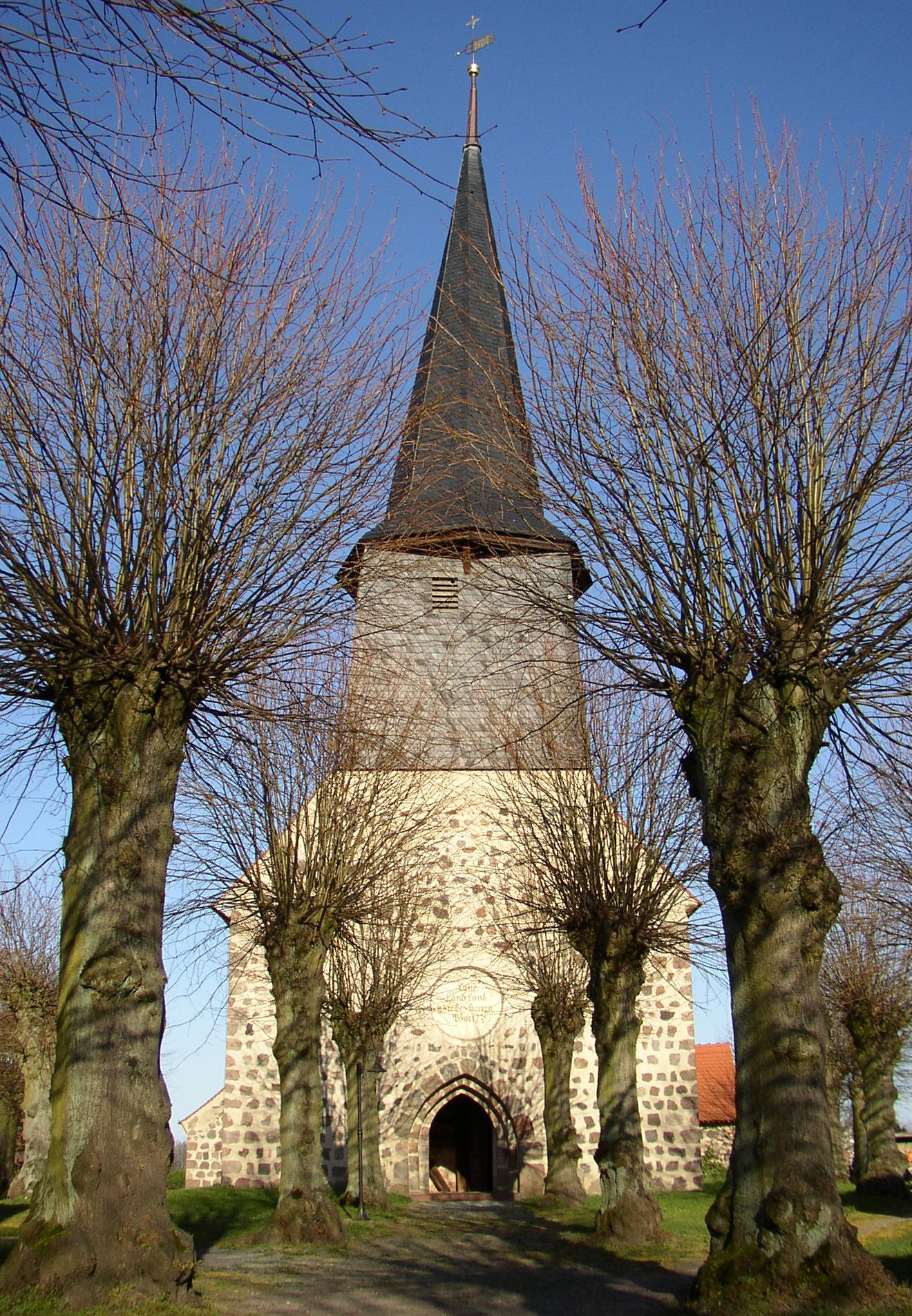
Kerk in Teschendorf

Birkenwerder ·
Fürstenberg/Havel ·
Glienicke/Nordbahn ·
Gransee ·
Großwoltersdorf ·
Hennigsdorf ·
Hohen Neuendorf ·
Kremmen ·
Leegebruch ·
Liebenwalde ·
Löwenberger Land ·
Mühlenbecker Land ·
Oberkrämer ·
Oranienburg ·
Schönermark ·
Sonnenberg ·
Stechlin ·
Velten ·
Zehdenick